# منشأة المثنى العامة
منشأة المثنى العامة المنشأة العراقية الرئيسية لإنتاج العناصر الكيمائية للاستخدامات المدنية والعسكرية.
تقع المنشأة في محافظة صلاح الدين 40 كلم غرب مدينة سامراء،140 كلم شمال غرب بغداد.
تمتد المنشأة على مساحة شاسعة تبلغ 100 كلم2 وتحتوي على مباني محصنة ضد القصف الجوي و30 ملجأ عميق تحت الأرض.
كانت منشأة المثنى تنتج منتوجات متنوعة من الغازات السامة مثل غاز الخردل، السارين ،غاز الأعصاب، إضافة إلى الغازات المسيلة للدموع، كما كانت المنشأة تنتج مبيدات الآفات الزراعية وأنواع من الأدوية الكيمائية للاستخدام البشري.
بدأ ببناء المنشأة سنة 1975 وأكتمل بنائها عام 1981 وأستمرت بالإنتاج حتى العام 1991 عندما تعرضت إلى غارات جوية مكثفة خلال حرب الخليج الثانية وبعد الحرب تعرض ماتبقى من المنشأة للتفكيك من قبل لجان التفتيش عن أسلحة الدمار الشامل بين عامي 1992-1994.كما كانت منشأة المثنى مركزاً لبرنامج الأسلحة الجرثومية بين عامي 1985-1987.

## التأسيس
حصلت برامج أسلحة الدمار الشامل العراقية (ومنها برنامج صنع الأسلحة الكيمائية) على دعم كبير من الدول والشركات الغربية لاسيما ألمانيا والولايات المتحدة.
بنيت منشأة المثنى العامة عام 1981 كمصنع لإنتاج المبيدات الحشرية بأسم «المنشأة العامة لإنتاج المبيدات الحشرية» (لكن أسمها تغير فيما بعد إلى منشأة المثنى العامة). وتم بناء المنشأة بمساعدات مكثفة من ألمانيا الغربية حيث تولت بناء خطوط الأنتاج والملاجئ المحصنة وتزويد المنشأة بمعدات الإنتاج، كما زودت شركات ألمانية أخرى المنشأة بحوالي 1027 طن من المواد الخام لإنتاج غاز الخردل، السارين ،غاز الأعصاب،غاز التابون والغازات المسيلة للدموع. مكنت هذه المساعدات المنشأة من إنتاج 150 طن من غاز الخردل و60 طن من غاز الأعصاب في عامي 1983 و1984 على التوالي.

## الإنتاج
أنتجت منشأة المثنى مايزيد عن 3857 طن من الأسلحة الكيميائية بين عامي 1981 و1991 أستخدم قسماً منها ضد الجنود الإيرانيين والمدنيين الأكراد خلال الحرب العراقية الإيرانية. وشمل إنتاج الأسلحة الكيمائية أنواع الغازات التالية :

### غاز الخردل
بدأت منشأة المثنى إنتاج الأسلحة الكيمائية بإنتاج غاز الخردل بكمية 10 أطنان وذلك عام 1981 ثم زاد الإنتاج ليبلغ 80-100 طن بالسنة حتى عام 1985،حيث تضاعف الإنتاج عدة مرات ليبلغ 350 طن بالسنة، وقفز ليبلغ 900 طن عام 1987 ثم عاد الإنتاج لينخفض لمستوى 500 طن بالسنة عام 1988 بسبب نهاية الحرب العراقية الإيرانية.

### غاز الأعصاب
أنتجت منشأة المثنى غاز الأعصاب كمية من 60-80 طن بالسنة بين عامي (1984-1986).

### السارين
أنتج 5 أطنان من غاز السارين عام 1984 ثم تضاعف الإنتاج عشرات المرات ليبلغ 209 طن عام 1987 و350 طن عام 1988

### تابون
أنتجت منشأة المثنى مابين 60-80 طن من غاز التابون سنوياً مابين 1984-1986.

## حرب الخليج الثانية
مع اقتراب شبح الحرب توقف الإنتاج في منشأة المثنى العامة وأنهمك المهندسين والعاملين بتشتيت الأسلحة والمعدات في إنحاء العراق أو خزنها في ملاجئ محصنة داخل المنشأة لتجنب الغارات الجوية والتي بدأت في كانون الثاني 1991.
تعرضت المنشأة إلى غارات جوية مكثفة أدت إلى تدمير كامل مرافق الإنتاج والمباني الإدارية وجعلت المنشأة غير صالحة للعمل ويلاحظ إن طائرات التحالف تجنبت ضرب المخابئ المحصنة لمنع تسرب الغازات السامة لكن أحد هذه المخابئ أصيب بصورة عرضية كما إن ملجائين أثنين أخرين أصيبا بأضرار جسيمة.

## بين عامي 1991-2003
أستخدمت أونسكوم منشاة المثنى كموقع لتجميع وطمر الأسلحة الكيمائية، معدات الإنتاج والمواد الخام المستخدمة في الإنتاج من المخابئ المتفرقة في إنحاء العراق ثم تدميرها وطمرها لاحقاً داخل الملاجئ المحصنة في المنشأ.
دمرت بعثة التفتيش 300000 قطعة ذخيرة و480000 لتر من العناصر الكيمائية أضافة إلى أكثر من مليوني لتر من المواد الكيمائية الخام بين عامي 1992-1994.
أما الذخائر التي أعتبرت غير مستقرة ولايمكن إتلافها بالحرق أو بالغمر بالمياه فقد جرى تعبئتها في براميل وخزنها داخل الملاجئ المحصنة في المنشأة.
عام 1996 عادت أونسكوم لتفتش المباني المقصوفة والمدمرة خلال غارات التحالف في حرب الخليج وعثرت على كمية من الذخائر الكيمائية المزدوجة إضافة إلى كمية كبيرة من الوثائق وأقراص الحاسوب.

## بعد عام 2003
سقطت منشأة المثنى بيد تنظيم داعش في حزيران 2014 لكن القوات العراقية والحشد الشعبي أستعادت السيطرة على المنشأة في العام التالي.